# Carabobo
Carabobo is een van de 23 deelstaten van Venezuela. Het heeft een oppervlakte van 4.650 km² en kent 2,2 miljoen inwoners. De hoofdplaats van de deelstaat is Valencia.

## Toerisme
- Centrum van Valencia en parken
- Aquarium van Valencia (Acuario de Valencia)
- Oude wijk van Puerto Cabello
- Castel Solano
- Spa van Las Trincheras (beschreven door Alexander von Humboldt)
- Indianse petroglyphen in Vigirima
- Strand van Patanemo
- Bergen van Canoabo
- Kerk van Los Guayos
- Abdij van Güigüe
- Campo Carabobo, zuidoostelijk van Valencia

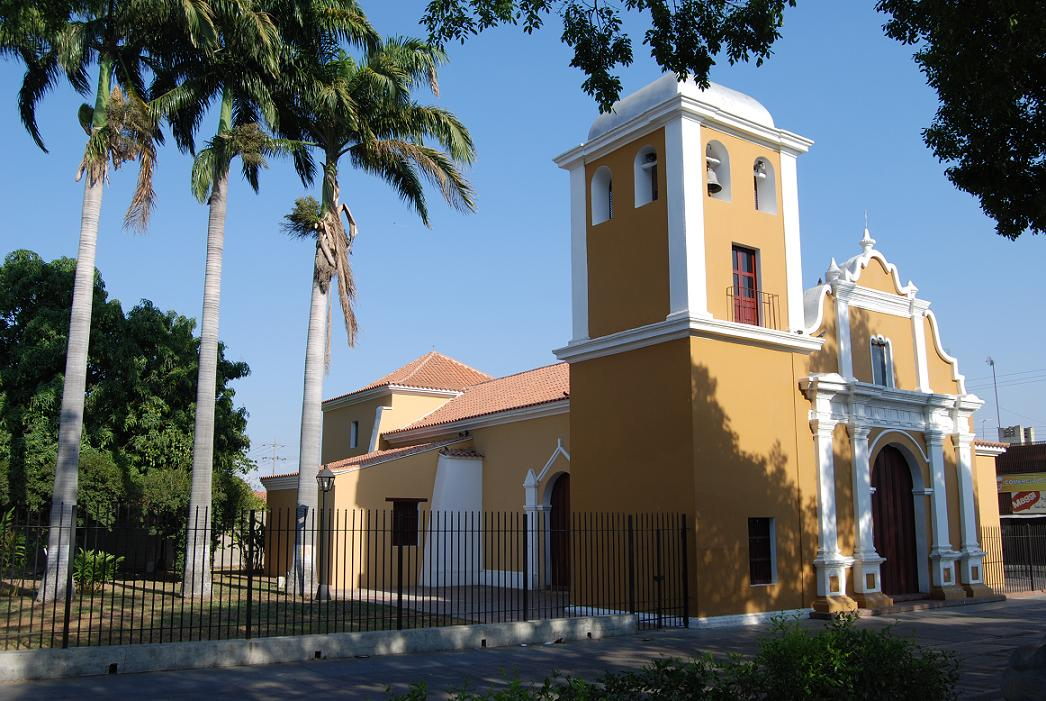
Kerk van Los Guayos

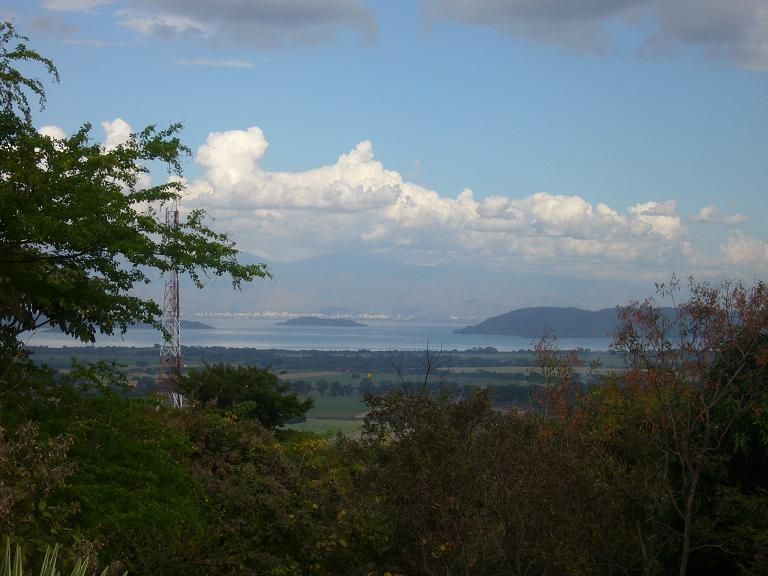
Het meer van Valencia, gezien vanuit de abdij van Güigüe

## Geschiedenis van Carabobo
De "Slag van Carabobo", die plaatsvond op 24 juli 1821, was een beslissende slag in de oorlog tot onafhankelijkheid van Spanje. Het historische slagveld wordt gesitueerd in "Estado Carabobo".
Nadat Simón Bolívar sinds 1816 enkele grote overwinningen had behaald, riep hij op 17 december 1819 in Angostura (het huidige Ciudad Bolívar) de Republiek van Groot-Colombia uit. Hij werd er zelf de eerste president van. De laatste nog achtergebleven Spanjaarden werden verslagen tijdens de historische Slag van Carabobo, op 24 juli 1821. 
Venezuela kent een Orde van de Veldtocht van Carabobo en een Ster van Carabobo als militaire onderscheidingen.

## Gemeenten
De provincie Carabobo is verdeeld over veertien gemeenten:
| Nr. | Gemeente       | Inwoners | Hoofdplaats    | Inwoners |
| --- | -------------- | -------- | -------------- | -------- |
| 1   | Bejuma         | 51.960   | Bejuma         | 51.960   |
| 2   | Carlos Arvelo  | 162.920  | Güigüe         | 71.530   |
| 3   | Diego Ibarra   | 120.861  | Mariara        | 120.861  |
| 4   | Guacara        | 220.212  | Guacara        | 220.212  |
| 5   | Juan José Mora | 71.327   | Morón          | 60.482   |
| 6   | Libertador     | 201.614  | Tocuyito       | 201.614  |
| 7   | Los Guayos     | 179.568  | Los Guayos     | 179.568  |
| 8   | Miranda        | 30.788   | Miranda        | 29.141   |
| 9   | Montalbán      | 26.376   | Montalbán      | 26.376   |
| 10  | Naguanagua     | 148.567  | Naguanagua     | 148.567  |
| 11  | Puerto Cabello | 210.522  | Puerto Cabello | 180.280  |
| 12  | San Diego      | 121.482  | San Diego      | 121.482  |
| 13  | San Joaquín    | 72.463   | San Joaquín    | 68.391   |
| 14  | Valencia       | 884.549  | Valencia       | 884.549  |

| Detailkaart                                                                                             |
| --- |
| Aragua Cojedes Falcón Guárico Yaracuy Caraïbische Zee Lago de Valencia 1 2 3 4 5 6 7 8 9 10 11 12 13 14 |
| Gemeenten                                                                                               |

## Betekenis van de vlag van Carabobo
De vlag van Carabobo toont een horizontale blauwe baan onder een smalle groene lijn op een roodpaarse achtergrond; de groene lijn wordt onderbroken door een gele afbeelding van de zon met daarin de Arco de Carabobo ("Boog van Carabobo"), een monument in Carabobo.
De achtergrondkleur staat symbool voor het bloed bij dat de opstandelingen tegen de Spanjaarden tijdens de Slag van Carabobo van 24 juli 1821 is gevloeid. De blauwe baan staat voor het belang van de Caraïbische Zee voor Carabobo. De groene lijn staat voor de akkerbouw en veeteelt in Carabobo en symboliseert tevens de diverse landschappen die in de deelstaat voorkomen (vlak land, valleien en bergen).
De zon symboliseert het licht dat de duisternis overwint en daarmee de overwinning op de Spanjaarden. De Arco de Carabobo is een monument dat is opgericht ter ere van de Slag van Carabobo. Het monument is een belangrijk ijkpunt van de identiteit van de inwoners van de staat.